# Tunique d'Argenteuil

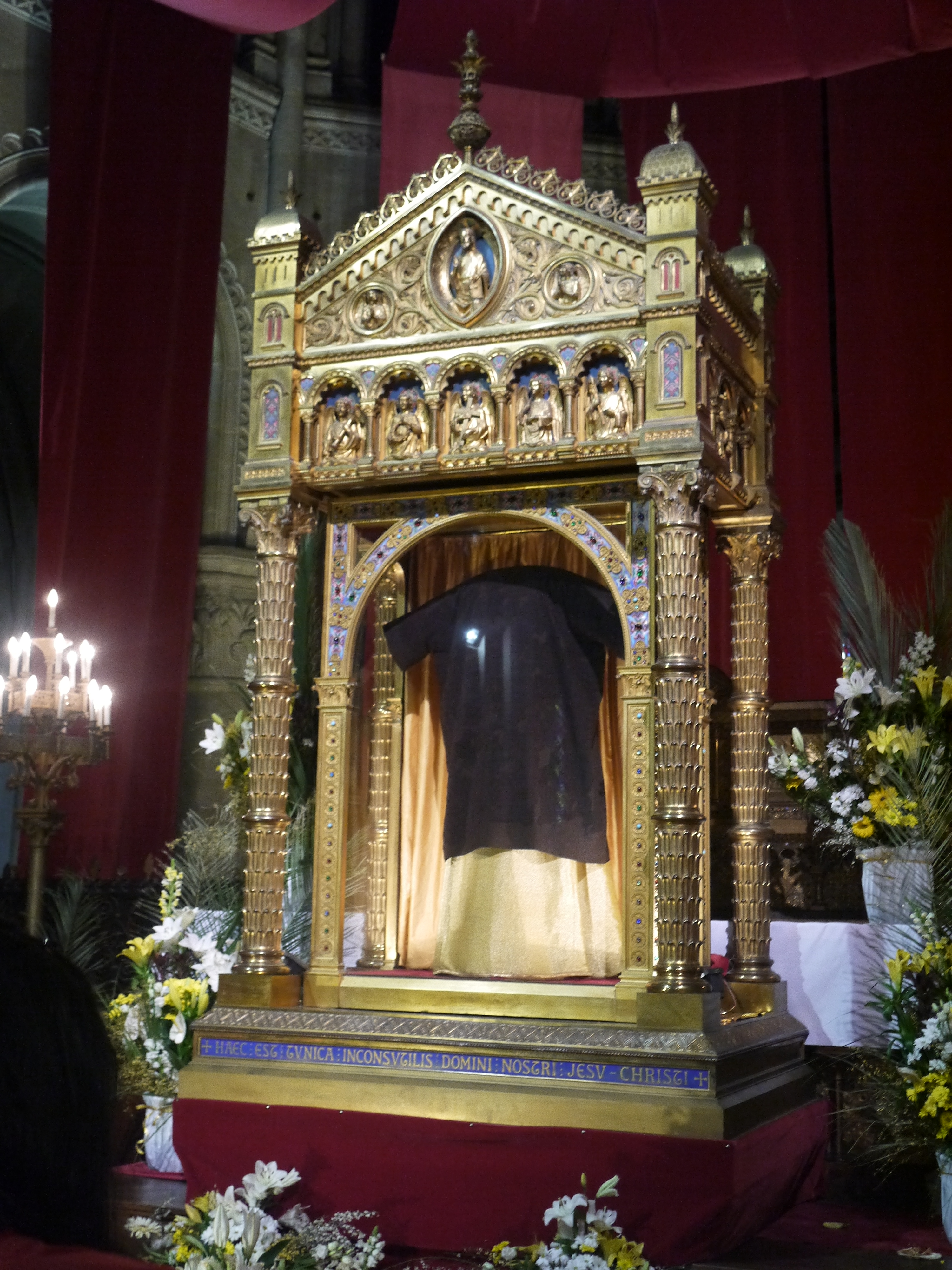
L'ostension de 2016.

La Tunique d’Argenteuil conservée à la basilique Saint-Denys d'Argenteuil est, selon la tradition, une relique de la Sainte Tunique du Christ. Cette tunique inconsutile en laine, de couleur brun pourpre, abîmée et incomplète depuis sa dispersion au XIXe siècle, aurait été offerte par Charlemagne à l'abbaye d'Argenteuil. Considérée relique insigne, elle a fait l'objet de nombreuses processions et pèlerinages. Des analyses de datation du tissu, réalisées dans les années 2000, indiquent une probable origine mérovingienne mais ne font pas consensus.

## Description du linge
La Tunique d'Argenteuil est une tunique de dessous de dimensions 122 centimètres (à l'origine 148 centimètres) de hauteur pour 90 centimètres de largeur sous les bras. Les fibres sont en laine et les fils sont d'une grosseur très régulière. Il s'agit d'un tissu souple et léger. Le tissage est uniforme et régulier torsadé en "Z", réalisé sur un métier à tisser primitif. Le résultat est remarquable pour un travail entièrement manuel. La tunique est primitivement inconsutile, c'est-à-dire sans couture, tissée d'un seul tenant, y compris les manches. Il s'agit d'un procédé de tissage régulier dont la technique ne s'est pas perdue en Orient.
Son tissu brun foncé est contemporain des tissus orientaux des premiers siècles de l'ère chrétienne. Le tissu a été teinté avant tissage par de la garance des teinturiers — très utilisée à l'époque par les gens de condition modeste, la pourpre étant réservée aux riches — mordancée d'alun de potasse.

## Historique

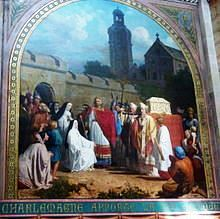
Peinture murale de Friedrich Bouterwek (1851) illustrant la translation de la Sainte Tunique par Charlemagne à sa fille Théodrade au monastère d'Argenteuil en 803.

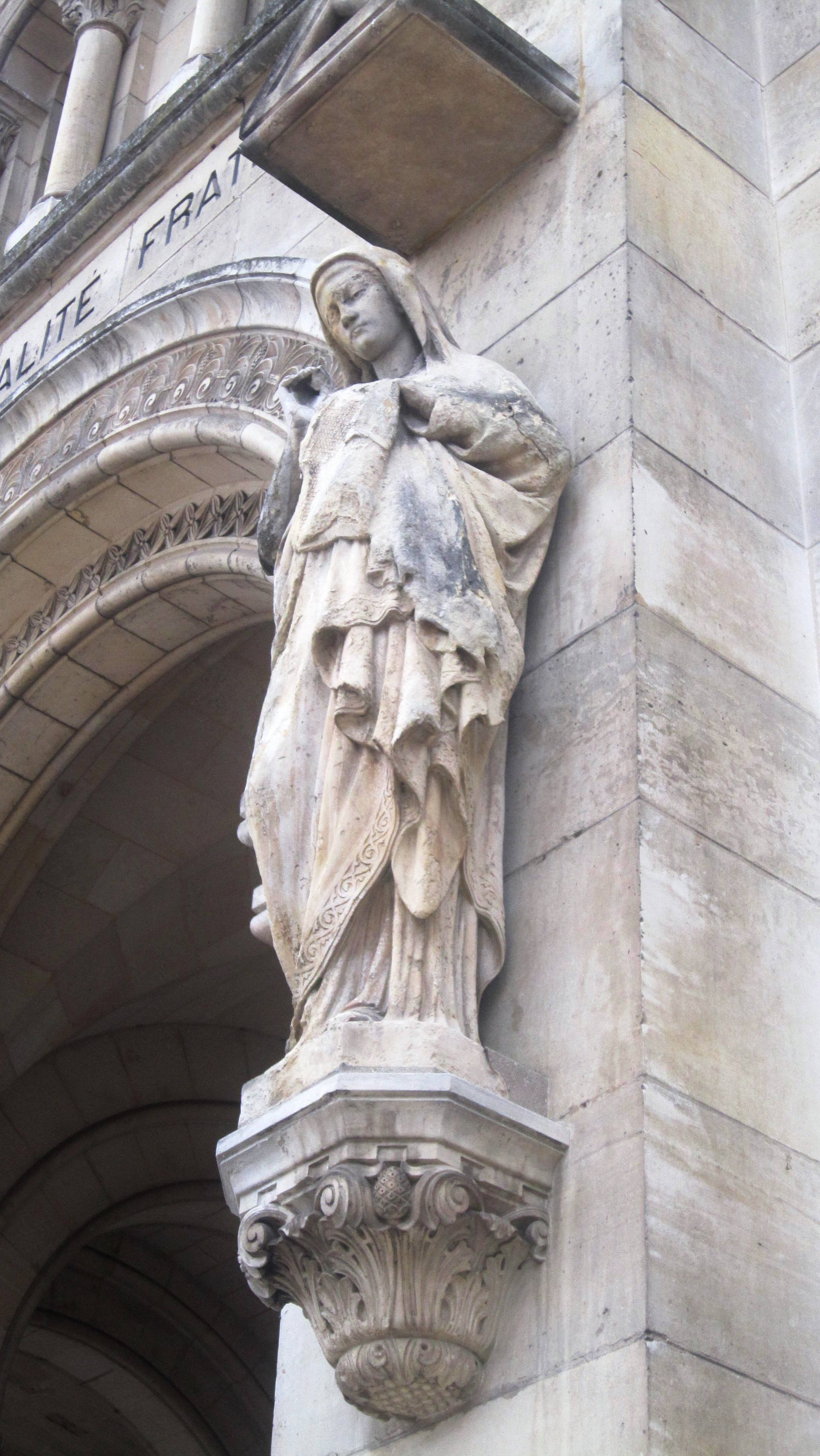
La Vierge à la Tunique.

### La tradition
Selon les Évangiles, les bourreaux, qui auraient été quatre, se sont attribué les vêtements du crucifié, prenant ses vêtements (« himatia ») pour en faire quatre parts — une part pour chaque soldat — mais aussi sa tunique (« himatismon »). L'évangéliste Jean attache une grande importance au chiton qu'il identifie à l'himatismos du psaume 22, avec une intention théologique manifeste. Cette scène sera choisie dès la Renaissance comme thème pictural dans de nombreux tableaux représentant des Romains jouant aux dés cette tunique.
Selon la légende, la tunique aurait été achetée par Ponce Pilate qui l'aurait revendue à des chrétiens. L'apôtre Pierre en aurait été le dépositaire puis, chassé de Jérusalem, l'aurait emportée avec lui à Jaffa où il se réfugie chez le juif Simon, corroyeur. Toujours selon la légende, elle est retrouvée vers 327 ou 328  par sainte Hélène, mère de l'empereur Constantin. Si Hélène évoque l’inventio de la croix et les clous de la passion, elle ne mentionne cependant jamais l'existence de la Tunique de Jésus. Grégoire de Tours dans son De gloria martyrum et Frédégaire dans sa chronique rapportent qu'en l'an 590, après avoir été longtemps cachée dans un coffret de marbre à Jaffa, le juif Simon révèle sa cachette. L'empereur sassanide Khosro II ayant envahi la Palestine lors de la guerre perso-byzantine de 602-628, la tunique aurait été transférée dans la basilique des anges à Germia (en), près de Constantinople où elle aurait été conservée jusqu'au VIIIe siècle. 
En l'an 800, l'impératrice de Byzance, Irène, aurait offert un coffret d'ivoire renfermant la relique comme cadeau diplomatique à Charlemagne lors de son sacre comme empereur d'Occident. Ce dernier l'aurait donnée en garde, lors d'une translation de relique probablement en 803, au monastère de l'Humilité-de-Notre-Dame d'Argenteuil, dont sa fille Théodrade était prieure mais selon la tradition chrétienne relayée par le moine bénédictin Eudes de Deuil qui ne se base sur aucun document authentique, c'est le 12 août de l'an 800, à une heure de l'après-midi, que la tunique serait arrivée en grande pompe à Argenteuil. En 850, les Normands pillent le hameau d'Argenteuil et l'abbatiale. Avant leur arrivée, la tunique aurait été cachée dans un mur du prieuré. En 1003, l'abbaye est reconstruite. D'après la légende, la relique et son coffret auraient été retrouvés, peut-être en 1152 ou 1154, par des moines bénédictins de Saint-Denis dans un mur de l'église abbatiale ou selon une autre version dans des caves oubliées sous l'abbaye alors qu'ils entamaient des travaux dans l'église. 

Blason de la ville d'Argenteuil au chef d’azur chargé de la Sainte-Tunique d’argent.

Le logo de la ville comporte lui-aussi la Sainte-Tunique (coin haut à droite).

### Le temps des incertitudes
La première mention authentifiée de la relique à Argenteuil par des traces écrites remonte à 1156, peu après sa redécouverte. Cette date est en effet celle de sa première ostension organisée par l'archevêque Hugues d'Amiens en présence du roi Louis VII. À cette occasion, la charte de 1156 (procès-verbal de l'ostension) est établie par Hugues d'Amiens. Cela traduit l'importance du propriétaire de cette relique, l'abbaye Notre-Dame d'Argenteuil, pôle économique influent sur la Seine qui devient à cette époque une dépendance de la basilique Saint-Denis. Cette charte indique que  Louis VII, roi de France, était présent à Argenteuil lors de l'annonce de cette redécouverte mais, tout comme pour la venue de Charlemagne à Argenteuil en 800-804, aucune relation d'historien n'en fait état. Cette charte fait également référence au pape Adrien IV avec la mention felicis memoriae c'est-à- dire « défunt » or en 1156 Adrien IV est encore vivant et ne meurt que 4 ans plus tard. Cette référence permet de douter sinon de l'authenticité du moins de l'historicité de la Charte de 1156, publiée notamment par Dom Gerberon prieur d’Argenteuil, d'autant que les documents anciens (dont la charte de 1156) ont disparu, la boîte métallique ayant été retrouvée vide dans les années 1990. 
Autre élément d'ambiguïté : à l'époque des incursions des Vikings ou peu avant, Théodrade a quitté le couvent d'Argenteuil et s'est réfugiée au monastère de Schwabach en Francie orientale où elle est décédée en 848 sans avoir révélé l'existence de la sainte Tunique. Enfin, plusieurs villes revendiquent posséder la Sainte Tunique : pour concilier les prétentions rivales, la charte appelle la Tunique d'Argenteuil la « cappa pueri Jesu » (cape de l'Enfant Jésus) et différentes traditions font de la Tunique de Trèves celle que le Sauveur portait le jour de la crucifixion ou encore celle d'Argenteuil une robe de dessous, certaines chroniques tentant d'accorder ces traditions en racontant que la tunique que Marie avait tissée pour Jésus enfant avait suivi par miracle sa croissance naturelle.

### Les temps modernes
Pendant la guerre de Cent Ans, l’abbaye est à nouveau pillée et incendiée en 1411 et l’église paroissiale n’est reconstruite qu’en 1449. La « robe de Dieu » est alors l'objet de pèlerinages (notamment les rois de France François Ier, Henri III, Louis XIII, les reines Marie de Médicis et Anne d’Autriche ou le cardinal de Richelieu) et de grandes processions bien attestées documentairement à partir du XVe siècle, elle donne lieu aussi à de nombreux miracles. Lors des guerres de religion, en 1565 ou 1567, elle aurait brûlé partiellement ou aurait été cachée lors de la prise d'Argenteuil par les huguenots. Une association, la « confrérie de la Sainte robe » est créée afin d'organiser le culte de la relique et est approuvée par le pape Paul V le 13 janvier 1613. La relique est à l'origine de nombreuses processions et pèlerinages qui sont une manne financière pour l'abbaye d'Argenteuil, ce qui suscite des convoitises. Conservée dans une piteuse châsse de bois, la duchesse de Guise offre à l'abbaye une luxueuse châsse de vermeil et reçoit en remerciement un fragment du tissu. C'est à cette occasion qu'un morceau de la tunique en lambeaux est dérobé en 1687 pour être déposé à Saint-Corneille de Compiègne.
Pendant la Révolution, le prieuré bénédictin est supprimé et la relique remise le 7 juin 1791 à l'église paroissiale qui date du XVe siècle. Le 18 novembre 1793, face à la menace de la confiscation des biens de l'Église, le curé d'Argenteuil Ozet (1749-1816) la découpe en plusieurs morceaux et en confie certains à des paroissiens. Il enterre quatre morceaux dans son jardin avant d'être emprisonné durant deux ans. En 1795, il ressort la tunique et fait recoudre de son mieux vingt pièces différentes sur une étoffe de satin écru afin de reproduire approximativement la tunique. Quant aux morceaux confiés aux fidèles, ils se perdent dans la tourmente révolutionnaire et manquent toujours à l'appel. Les pèlerinages et les ostensions solennelles reprennent au XIXe siècle, en principe tous les cinquante ans. C'est à cette époque que l'église paroissiale devenue trop petite et qui menace ruine est remplacée par l'église Saint-Denys construite par l'architecte Théodore Ballu de 1862 à 1865 dans le style néo-roman, afin de servir d'écrin à la tunique. C'est dans cette église qu'est placée la relique le 5 juin 1865 et qu'elle est conservée dans l'« autel reliquaire de la Sainte Tunique » dans une chapelle latérale à droite du chœur. L'église paroissiale d’Argenteuil est érigée par le pape Léon XIII en basilique mineure, officiellement en raison de l'antiquité de ses origines mais en réalité à cause des pèlerinages liés au culte de la Sainte Tunique. Remise en 1892 à deux chimistes pour analyse, elle est  reconstituée le 26 avril 1892 à partir des morceaux qui ont pu être retrouvés. Une vingtaine sont fixés sur une étoffe de satin doré préparée d'avance et garantie par des antiseptiques contre toute détérioration, mais sans aucune certitude quant à leur disposition exacte.

### Les temps présents

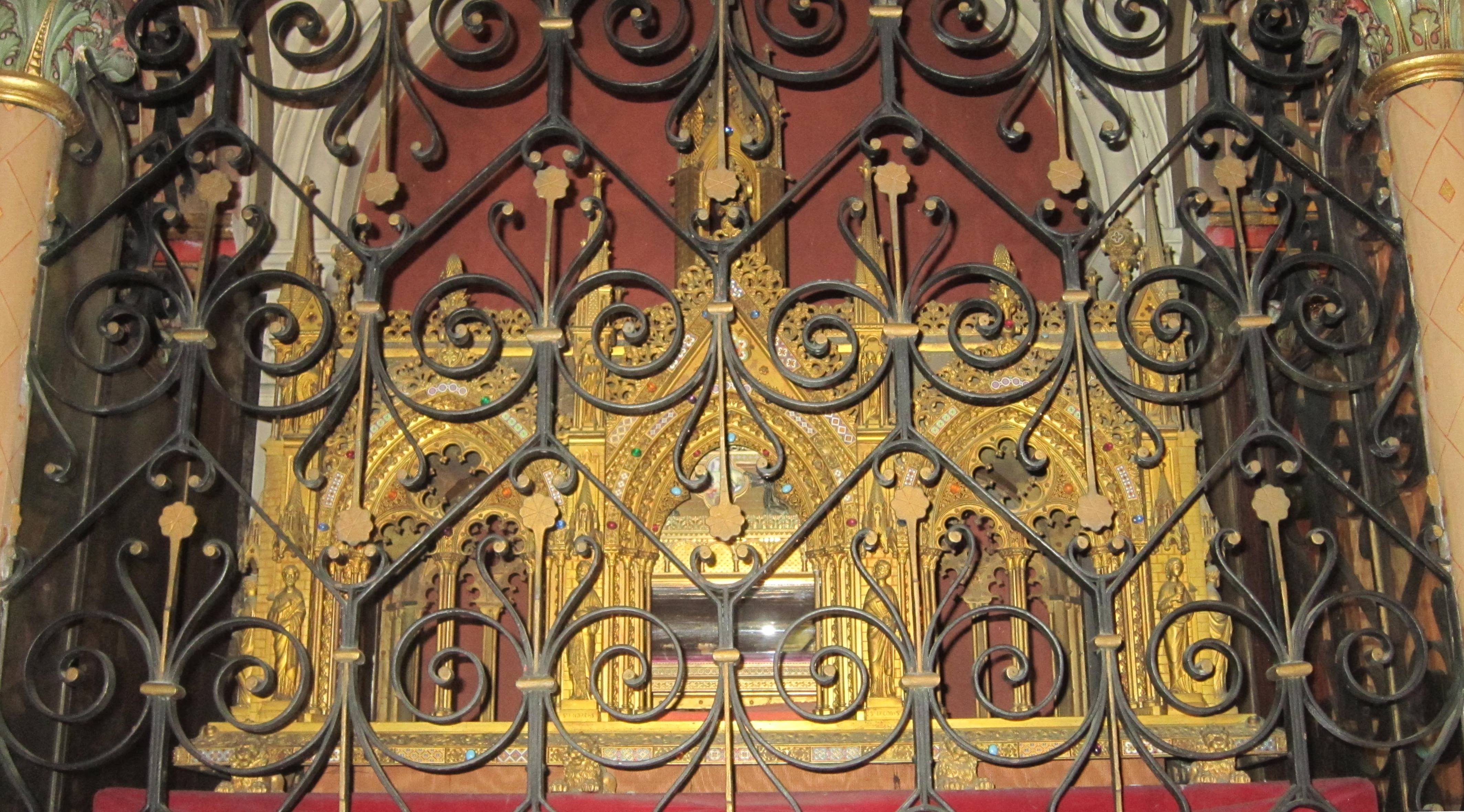
Le reliquaire de la Sainte-Tunique.

La relique d'Argenteuil est conservée pliée dans un petit reliquaire de style néo-roman conçu par la maison Poussielgue-Rusand à l'occasion de l'ostension de 1900. Ce reliquaire est enfermé dans un second reliquaire de style néogothique en bronze doré et réalisé en 1827 par l'orfèvre Léon Cahier. Cet ensemble est mis en valeur sous le ciborium de l’autel de la Tunique (autel en lave peinte par Louis-François-Prosper Roux et qui date de 1866) dans une chapelle latérale de la basilique. Pour l'ostension de 1884, le chanoine Tessier, curé-doyen, fait réaliser un reliquaire monumental destiné à présenter la tunique en pied au public : de style néo-byzantin, il est inspiré par la façade de l'église Notre-Dame-la-Grande de Poitiers. À gauche de cette chapelle est présenté le cierge de cire enluminé et béni, offert par le pape Pie IX en échange d'un fragment de la tunique le 2 février 1857.

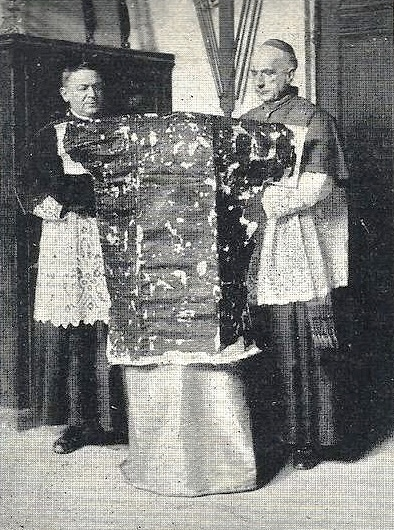
Roland-Gosselin, évêque de Versailles et le chanoine Breton, curé-doyen d'Argenteuil, devant la tunique en 1934.

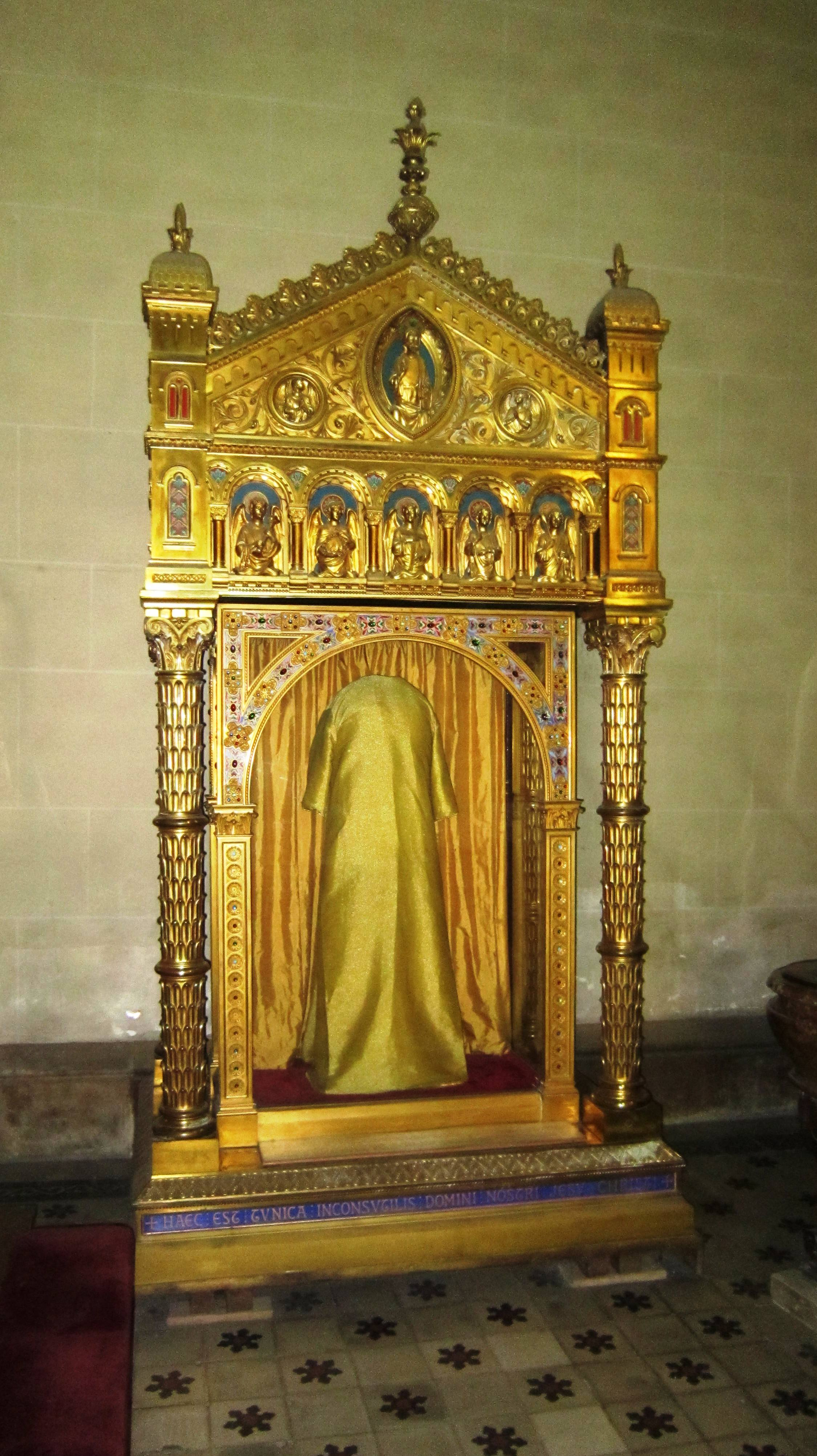
Reliquaire d'ostension de la Sainte-Tunique.

Le chanoine Breton organise la première ostension solennelle du XXe siècle qui se déroule du 30 mars au 21 mai 1934. La relique est classée monument historique le 23 mai 1979. Le 12 décembre 1983, le vol de la tunique et de son reliquaire est découvert. Le 2 février 1984, le père Guyard reçoit un coup de téléphone d'un inconnu proposant de restituer le trésor à condition de conserver le secret sur les noms des ravisseurs. Le soir même, la tunique est restituée, la plainte est retirée, le secret toujours gardé. La dernière ostension solennelle de la tunique a lieu pendant les fêtes de Pâques 1984. En six jours, la tunique voit défiler 80 000 personnes. 
De nombreux ex-voto décorent les parois de la chapelle de la tunique et cinquante-sept plaques qui ornent la basilique rappellent les guérisons, grâces ou conversions à la religion chrétienne obtenues par l'intercession de la sainte tunique. En 1995 est créé un cercle d'études, le Comité œcuménique et scientifique de la Sainte Tunique d’Argenteuil (COSTA), pour en promouvoir l'étude et la vénération,. Ce cercle est une filiale de l'Union des nations de l'Europe chrétienne, association traditionaliste qui compte parmi ses membres d'honneur une ancienne vice-présidente du Front national, Martine Lehideux. La confrérie de la sainte tunique, disparue pendant la Révolution, refondée en 1840, puis disparue à nouveau au milieu du XXe siècle, est réactivée en novembre 2011. 
Les pèlerinages publics à la Tunique d'Argenteuil ont recommencé depuis 2005, généralement le premier dimanche de la Passion, des pèlerinages préparatoires à la semaine sainte étant également organisés par l'Union des Nations de l'Europe Chrétienne (UNEC). Le 22 mars 2014, un pèlerinage orthodoxe est pour la première fois organisé. 
Le 20 septembre 2015 Stanislas Lalanne, évêque de Pontoise, annonce l'ostension de la tunique restaurée du 25 mars au 10 avril 2016 en raison de la conjonction de trois événements : les 50 ans du diocèse de Pontoise, les 150 ans de la basilique (marqués par  l'installation du nouveau recteur de la basilique, le père Guy-Emmanuel Cariot) et l'Année sainte de la Miséricorde de l'Église catholique. Entre 150 000 et 200 000 personnes sont attendues. L'ouverture d'un site dédié confirme la décision. L'établissement d'un centre de pèlerinage pérenne est envisagé par la suite. À cette occasion, la tunique est restaurée et fixée sur une étamine de laine assez souple d’une couleur proche de celle de la tunique mais légèrement plus claire. 
Le 1er avril, une messe pour la France est célébrée à cette occasion, présidée par Luc Ravel, évêque aux armées, en présence du prince Louis de Bourbon. Au total, plus de 200 000 pèlerins se sont rendus dans la basilique pour assister à l'ostension, chiffre repris par diverses sources. Selon le rythme traditionnel de deux présentations de la Tunique par siècle l'évènement n’aurait pas dû avoir lieu cette année mais Stanislas Lalanne, évêque de Pontoise et gardien de la Sainte Tunique, s’interroge devant ce succès sur l’opportunité d’augmenter dorénavant la cadence des ostensions. Le dimanche 26 mars il annonce une nouvelle ostention exceptionnelle pour le printemps 2025 afin de célébrer l'année jubilaire et les 1 700 ans du concile de Nicée.

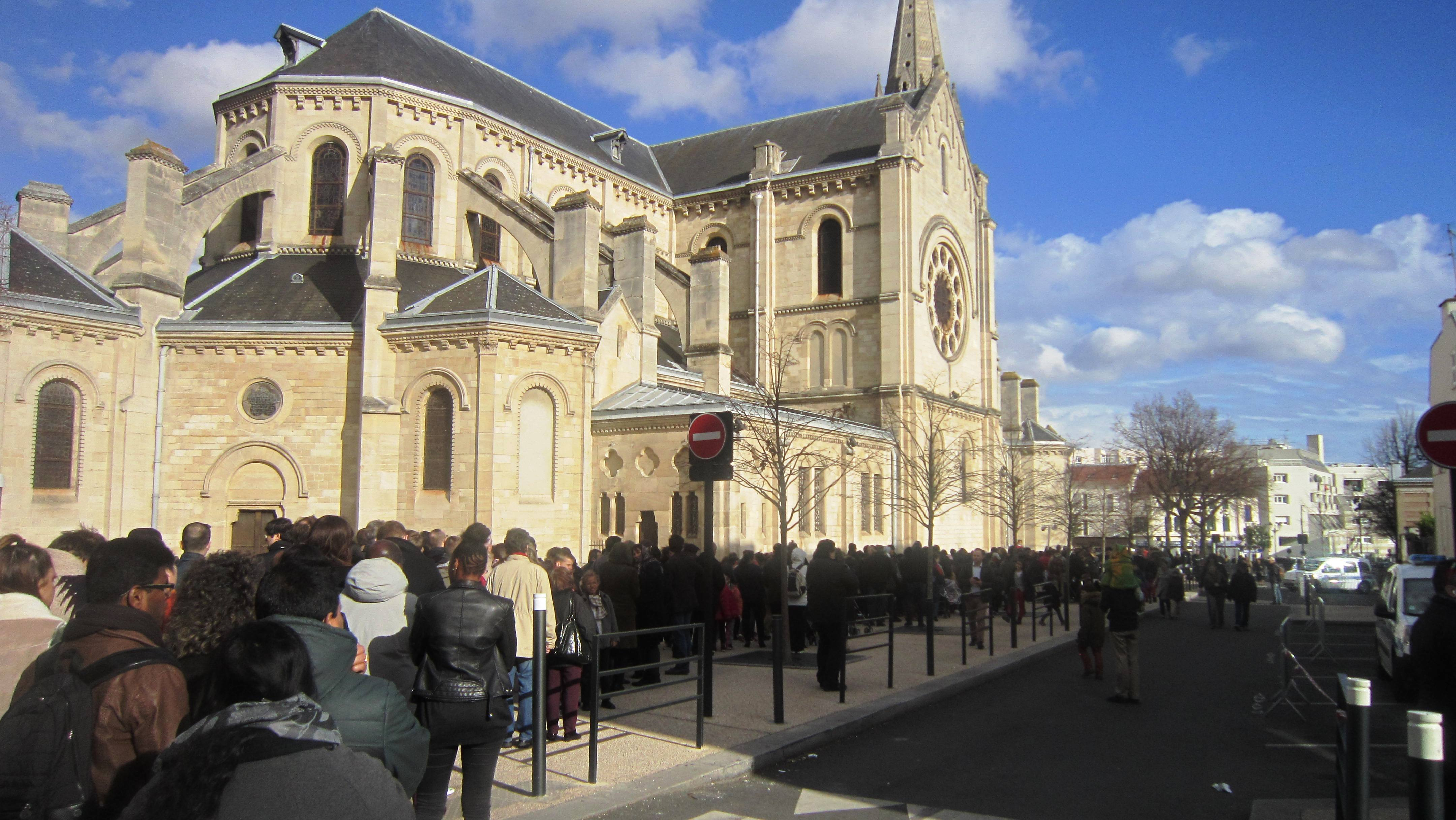
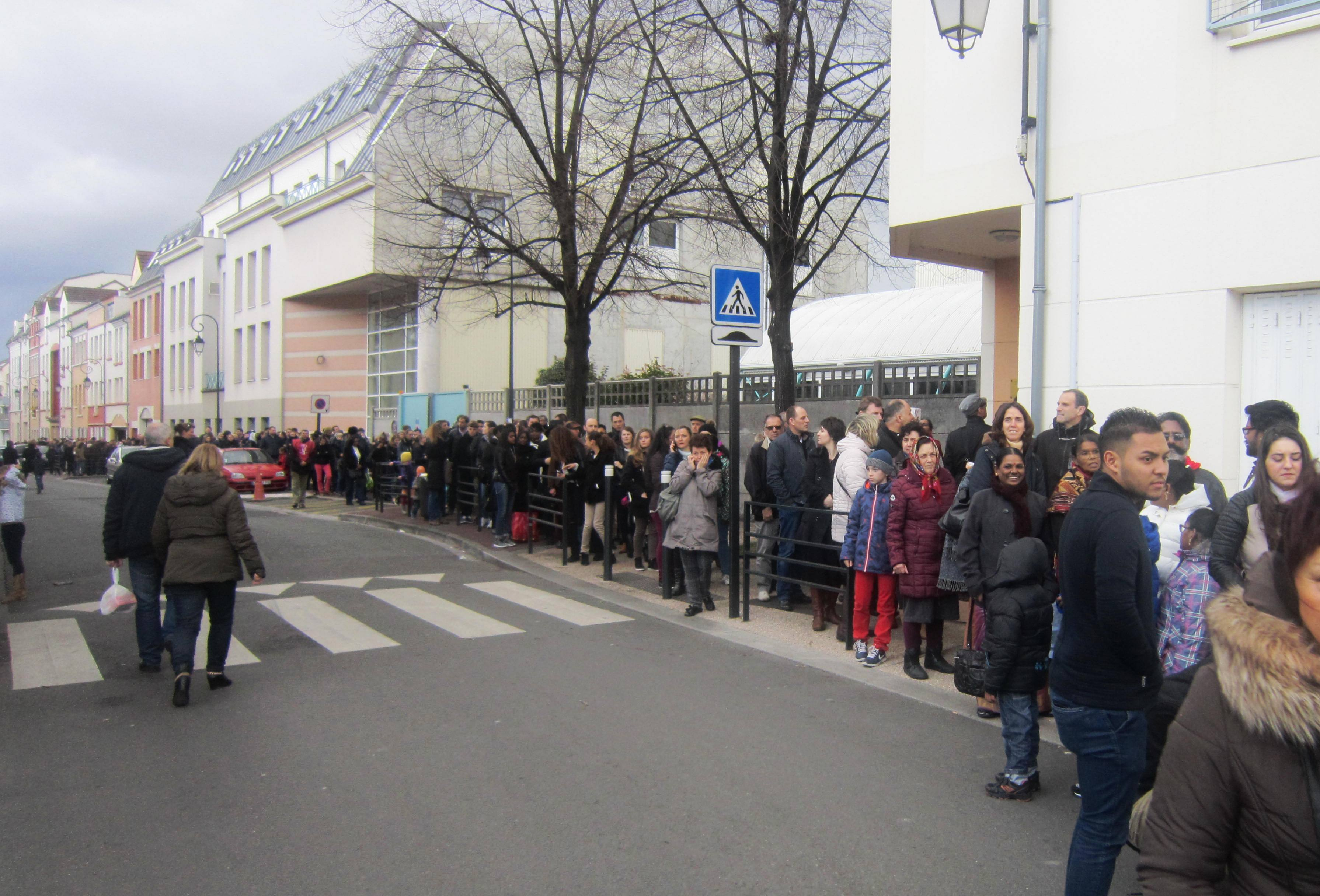
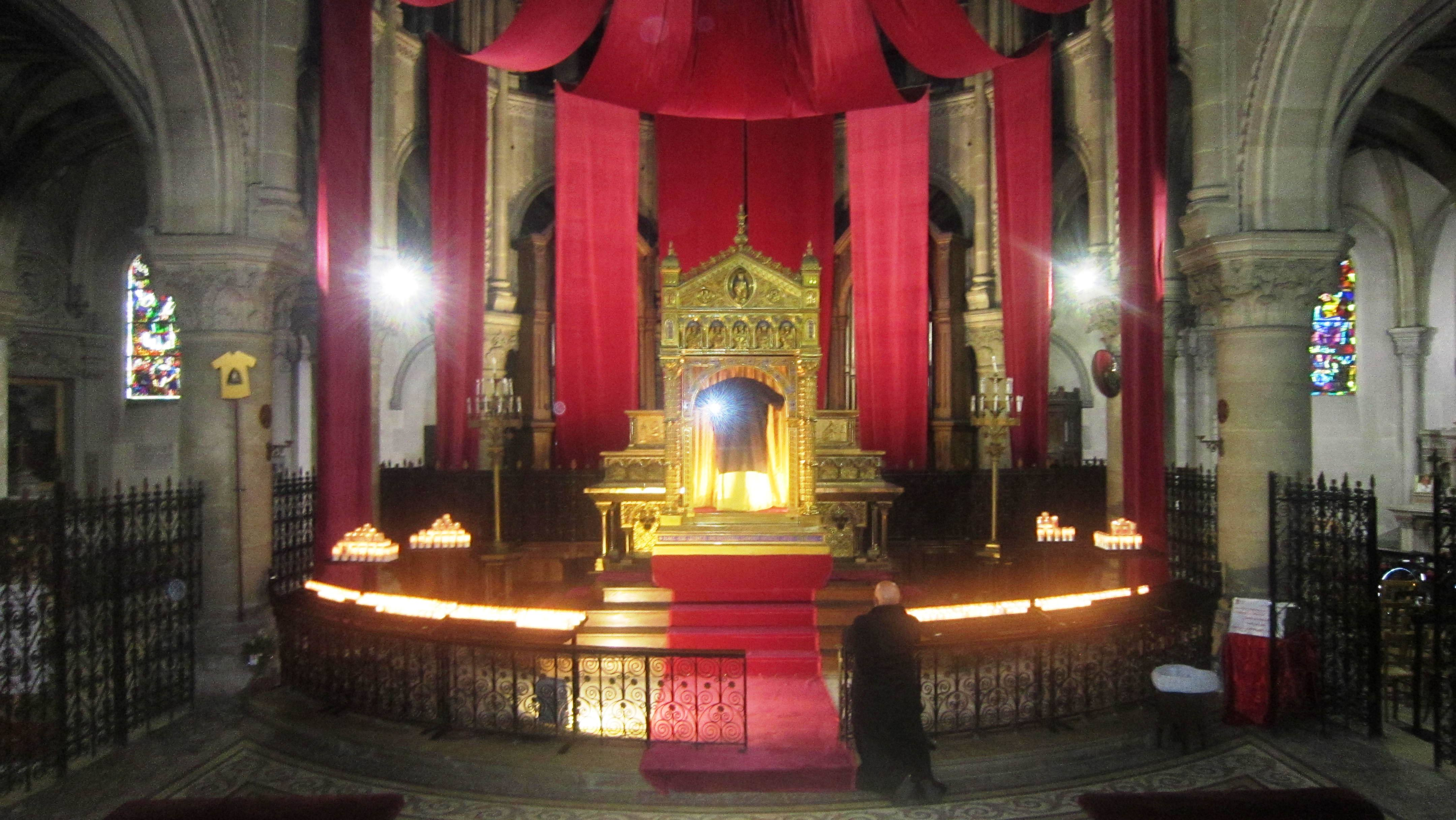
L'ostension de 2016.
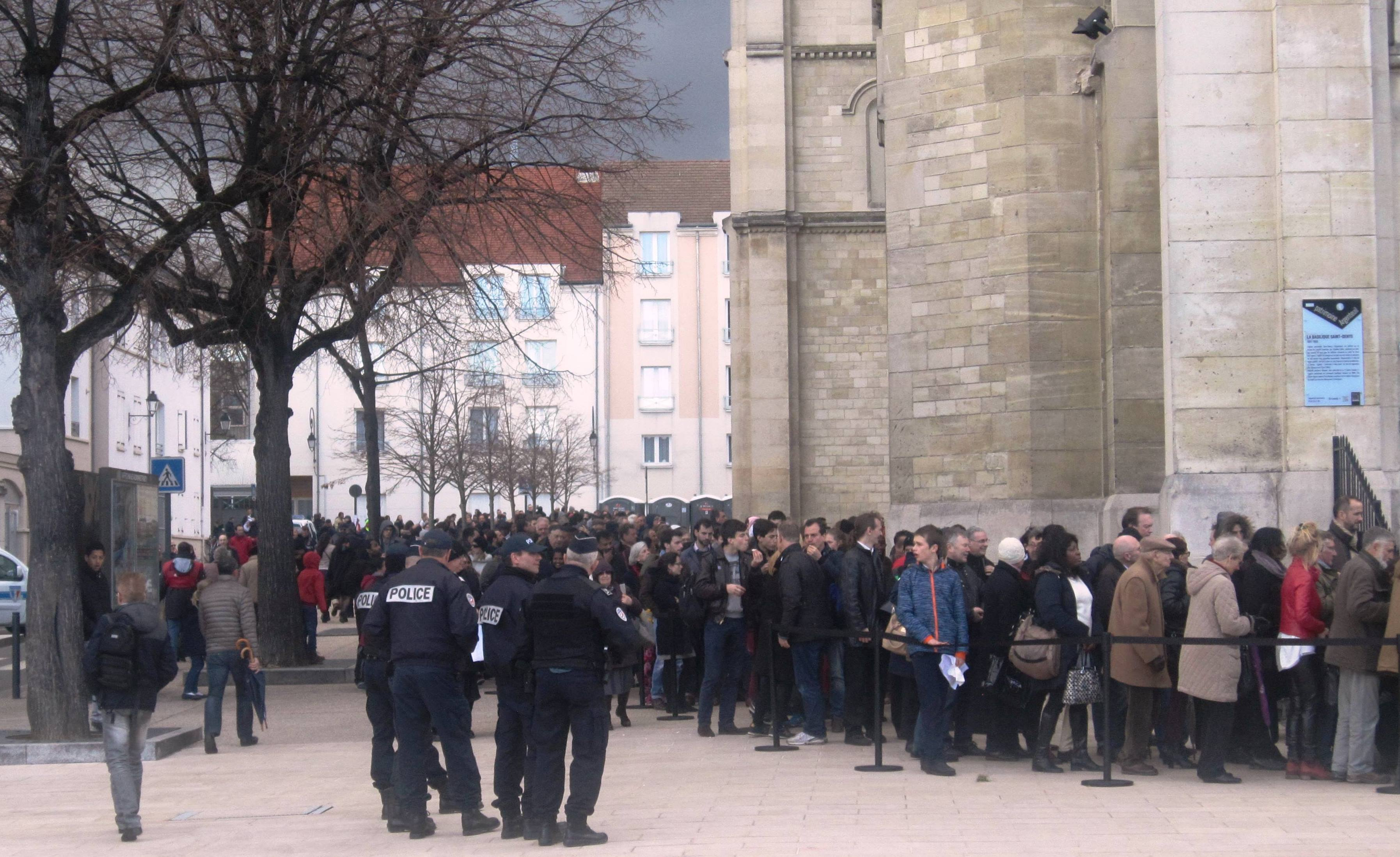
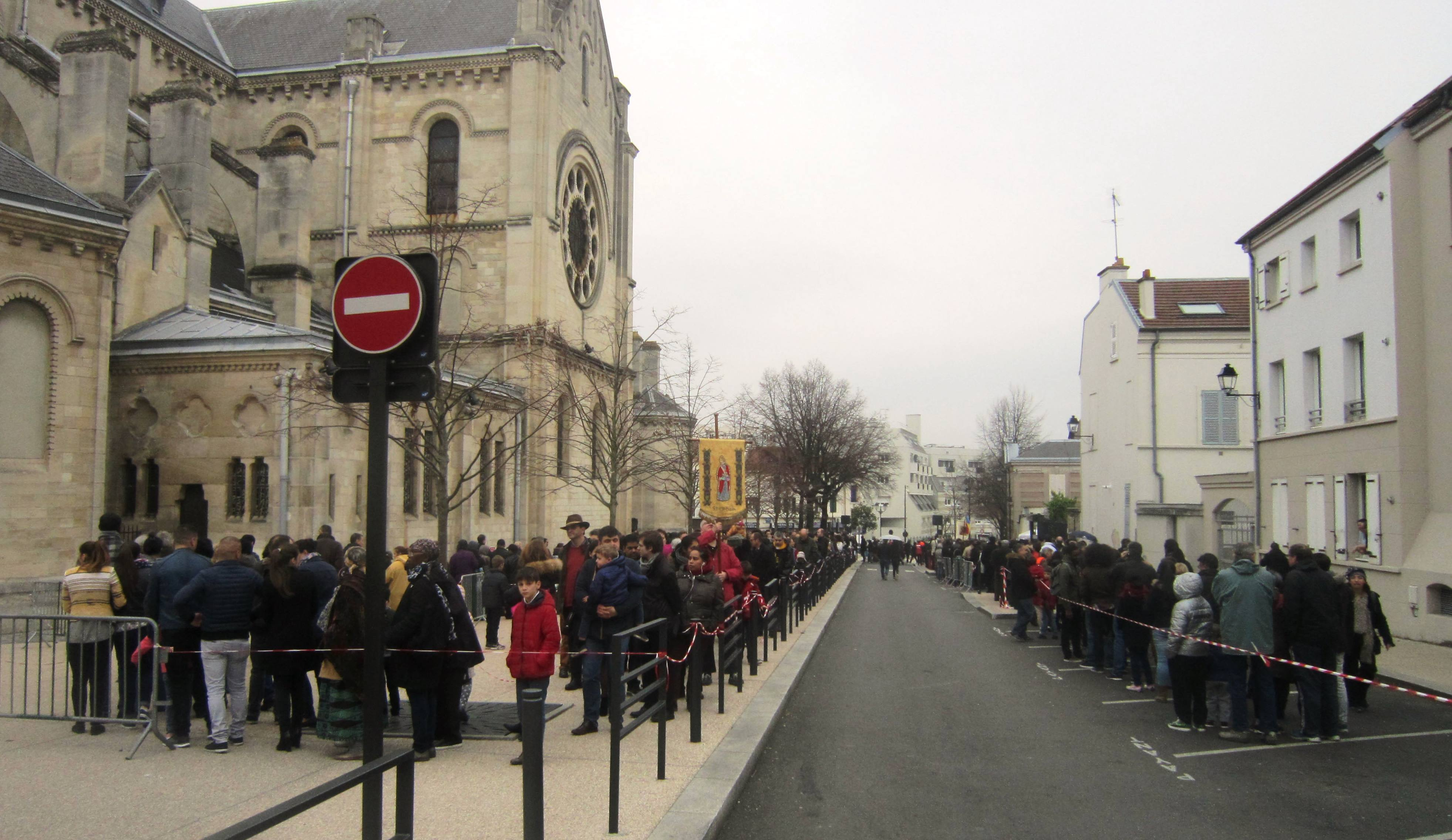

## Dispersion de la relique
En 1854, l'abbé Millet, curé d'Argenteuil, apporte au pape Pie IX un morceau de 15 cm de la tunique dans une bourse de soie rouge .
Outre celui-ci d'autres fragments ont été donnés à l'abbaye de Westminster et aux églises de Longpont et Sucy-en-Brie.

## Les études historiques et scientifiques
L'authenticité de la Tunique d'Argenteuil, comme toutes les reliques que l'on disait remonter à l'époque du Christ, est mise en doute par la critique historique du document. Elle est issue d'une tradition fabuleuse dont l'émergence médiévale (1156), soit plus de mille ans après les faits, la rend très fragile, d'autant plus que les premiers à la mentionner sont des religieux, Eudes de Deuil, Robert de Torigny, Raoul de Dicet, Roger de Wendover, etc. De plus, la recherche historique rappelle que cette tradition apparaît fort opportunément lors des Croisades, sources d'un trafic national et international très structuré de reliques (comme l'attestent les traditions concurrentes relatives à la Sainte Tunique), même pour les fausses qui peuvent « devenir » authentiques si elles sont reconnues par les autorités religieuses, le pouvoir miraculeux qu'on leur prête attirant les dons et gonflant le prestige de la basilique. Enfin, si l'historicité de la crucifixion ne fait plus aucun doute pour la majorité des chercheurs, les détails de l'exécution de Jésus (et notamment l'historicité de la scène des bourreaux qui se partagent la tunique) sont plus sujets à caution, les évangélistes ayant enrichi ces épisodes bibliques de symboles théologiques.

### Recherches anciennes
Déjà à la fin du XIXe siècle (en 1892 et 1893) et encore en 1931, des chimistes se livrèrent sur le tissu à des expériences précises qui prouvèrent la nature animale des fils (laine de mouton non mérinos), son ancienneté, sa coloration à l'aide de la garance ou du cachou, sa maculation enfin par des taches qui évoquent du sang mais n'apportèrent rien en ce qui concerne l'authenticité,. 
André Lesort, dans le Dictionnaire d'histoire et de géographie ecclésiastique, écrit : « Nous nous trouvons ici en présence d'une tradition qui ne paraît pas remonter au-delà du XVe siècle finissant et, dans tous les cas, n'est appuyée d'aucun témoignage antérieur au XVIe siècle. Le vêtement qui en est l'objet est, sans contestation possible, un tissu de laine sans couture, provenant de l'Orient et confectionné dans les premiers siècles de notre ère. Il se peut qu'il ait été revêtu par le Sauveur du monde. À ce titre, il est depuis plus de quatre siècles l'objet d'une dévotion qui a été encouragée par l'autorité ecclésiastique et qui a provoqué des interventions miraculeuses. C'est, croyons-nous, les seules conclusions auxquelles puisse s'arrêter la critique ».
Dom H. Leclercq paraît beaucoup plus net. Puisque le tissu est de laine fine et de type copte, « il ne peut s'agir de la Tunique du Sauveur qui, suivant les usages hébraïques, devait être tissée en lin ou en coton ». De plus, la date de 1156 étant insoutenable et la relique demeurant privée de toute attestation entre le Vendredi Saint et l'année 1156, « on ne saurait, dit-il, contester que l'espace ne soit un peu long ».

### Études récentes

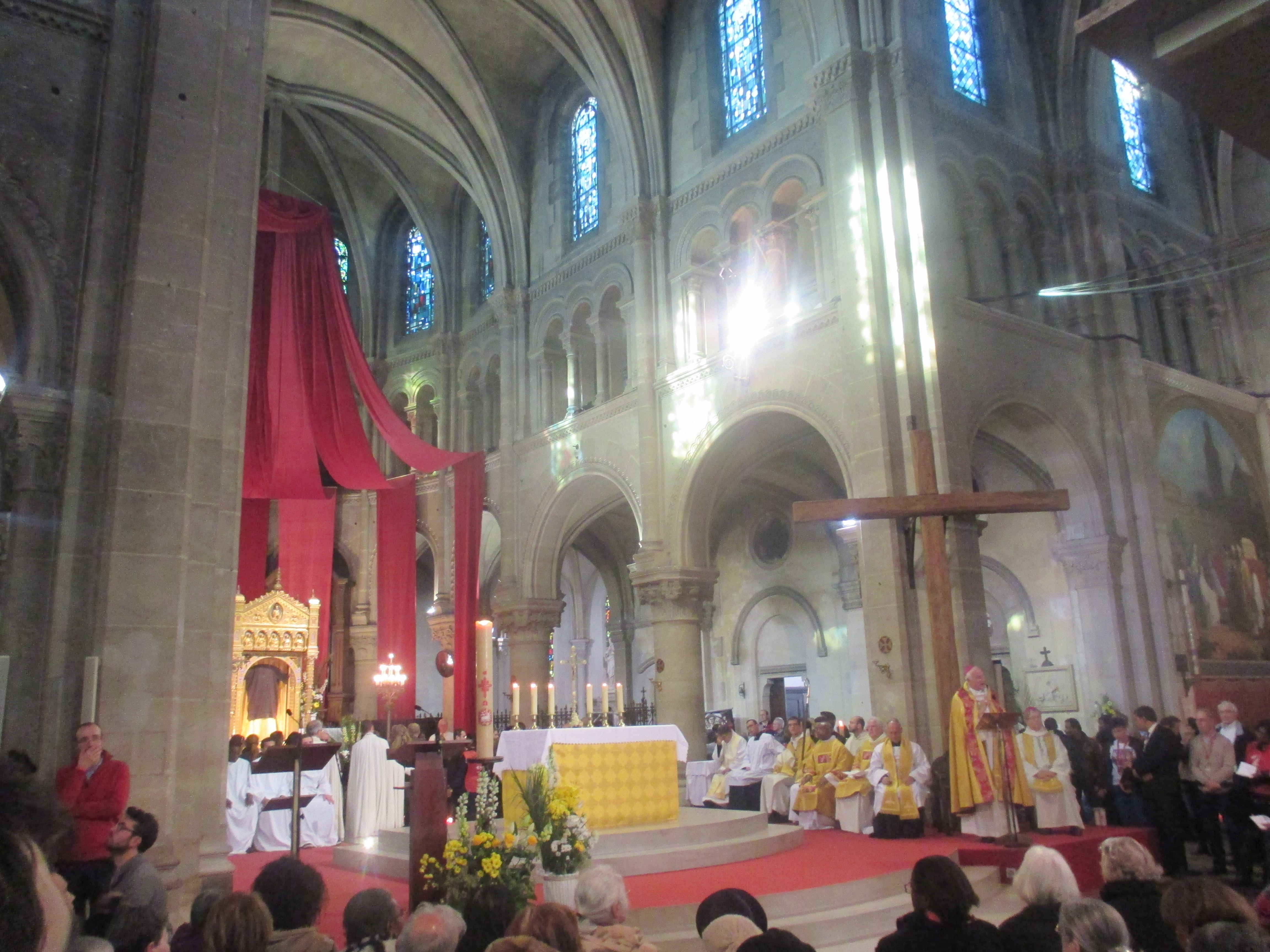
Clôture de l'ostension de 2016 par Stanislas Lalanne (10 avril 2016).

En 2003 est réalisée une série d'analyses relatives à la structure du vêtement, du tissage et un prélèvement d'échantillon en vue d'une datation par le carbone 14. Les experts en textile concluent que la tunique est faite d'un tissage en fils simples, réguliers, fortement torsadés en Z, alors qu'au temps de Jésus au Proche-Orient, la technique de tissage était en S.
La radiodatation au carbone 14 de la tunique a été effectuée en 2004. Le laboratoire a daté les fils de la tunique des VIe et VIIe siècles de notre ère ce qui correspond aux témoignages les plus anciens, ceux de Grégoire de Tours et de Frédégaire. Ces résultats ont été rendus publics par l’évêché de Pontoise en décembre 2004 qui s'est tout de suite montré prudent. 
En 2005, un autre fragment du même échantillon radioanalysé l'année précédente est analysé à l'initiative du généticien Gérard Lucotte. Or, selon cette nouvelle analyse, la date serait comprise entre 670 et 880, avec un intervalle de confiance de 95,4 % c'est-à-dire que les intervalles de confiance ne se recoupent pas avec la précédente sur une durée de vingt ans (entre 650 et 670). Cependant, les résultats du généticien Gérard Lucotte sont rejetés par la communauté scientifique : il prétend avoir pu analyser d'après la tunique le sang, l'ADN et les cheveux du Christ, et reconstituer le portrait d'un homme d'origine moyen-orientale, à la peau blanche, opiomane et porteur de poux pubiens[source insuffisante]. Bien que l'échantillon analysé ait subi un traitement chimique (acide-base-acide) afin de le retirer, Lucotte affirme que le tissu est resté contaminé par du carbonate de calcium déposé par l'eau de pluie, substance organique qui serait restée en quantité suffisante pour fausser les résultats.

### Controverses contemporaines
Dans son livre de 2005, Une si humble et si sainte tunique, enquête sur une énigme, Jean-Maurice Devals — pseudonyme de Jean-Pierre Maurice, ancien sous-préfet d'Argenteuil, à l'origine de la datation au carbone 14 — évoque plusieurs incohérences historiques : aucun des chroniqueurs de l'époque de Charlemagne, ni Alcuin, ni Éginhard ou Nithard n'évoque la venue de Charlemagne à Argenteuil pour remettre la tunique à sa fille. La tunique et son arrivée à Argenteuil (qui n'aurait pas pu être passée sous silence par les historiens) semble donc relever de la légende d'autant que plus tard le scrupuleux chroniqueur de Louis VII, Guillaume de Nangis, n'évoque nulle part la prétendue présence de Louis VII à Argenteuil en 1156 lors de la « redécouverte » de la tunique comme le prétend la légende. La tunique, probablement mérovingienne, demeure un symbole et un soutien pour la foi : une icône comme l'a indiqué l'Église lors de la datation au carbone 14 en 2004.
Dans un ouvrage de 2011, l'historien Jean-Christian Petitfils remet en cause ces résultats en arguant que l'état de la relique, notamment polluée à l'occasion d'enfouissements et de divers incendies, ait pu fausser les résultats. Il pose également la cohérence du groupe sanguin AB relevé tant sur la tunique d'Argenteuil que sur le suaire de Turin ou celui d'Oviedo, les objets liés par la tradition au supplice de la Passion, comme un argument plaidant en faveur de l'authenticité de ces trois reliques.
De son côté, Jean-Pierre Maurice rappelle que le 15 octobre 2003, en sa présence, ont été remis à Jean-Yves Riocreux, évêque de Pontoise, des doubles exacts des échantillons prélevés pour l'analyse au carbone 14. Ces échantillons contenus dans deux tubes scellés ont été remis à l'évêque de Pontoise par Serge Pitiot, conservateur des monuments historiques, avec l'intention — si des doutes subsistaient sur la datation  de la Tunique à l'époque mérovingienne — de permettre une nouvelle analyse au carbone 14.